# Порт-Вашингтон (містечко, Вісконсин)
Порт-Вашингтон (англ. Port Washington) — місто (англ. town) в США, в окрузі Озокі штату Вісконсин. Населення — 1538 осіб (2020).

## Демографія
Згідно з переписом 2010 року, у місті мешкали 1643 особи в 618 домогосподарствах у складі 465 родин. Було 663 помешкання
Расовий склад населення:
| - 96,7 % — білих - 0,9 % — азіатів - 0,5 % — корінних американців - 0,2 % — чорних або афроамериканців |

До двох чи більше рас належало 1,0 %. Частка іспаномовних становила 1,4 % від усіх жителів.
За віковим діапазоном населення розподілялося таким чином: 24,0 % — особи молодші 18 років, 62,7 % — особи у віці 18—64 років, 13,3 % — особи у віці 65 років та старші. Медіана віку мешканця становила 43,1 року. На 100 осіб жіночої статі у місті припадало 98,2 чоловіків;  на 100 жінок у віці від 18 років та старших — 99,4 чоловіків також старших 18 років.
Середній дохід на одне домашнє господарство  становив 93 029 доларів США (медіана — 74 792), а середній дохід на одну сім'ю — 105 935 доларів (медіана — 100 563). Медіана доходів становила 62 059 доларів для чоловіків та 43 472 долари для жінок. За межею бідності перебувало 6,2 % осіб, у тому числі 7,8 % дітей у віці до 18 років та 3,7 % осіб у віці 65 років та старших.
Цивільне працевлаштоване населення становило 914 осіб. Основні галузі зайнятості: освіта, охорона здоров'я та соціальна допомога — 24,1 %, виробництво — 20,7 %, роздрібна торгівля — 13,3 %, мистецтво, розваги та відпочинок — 9,6 %.